# Jurist

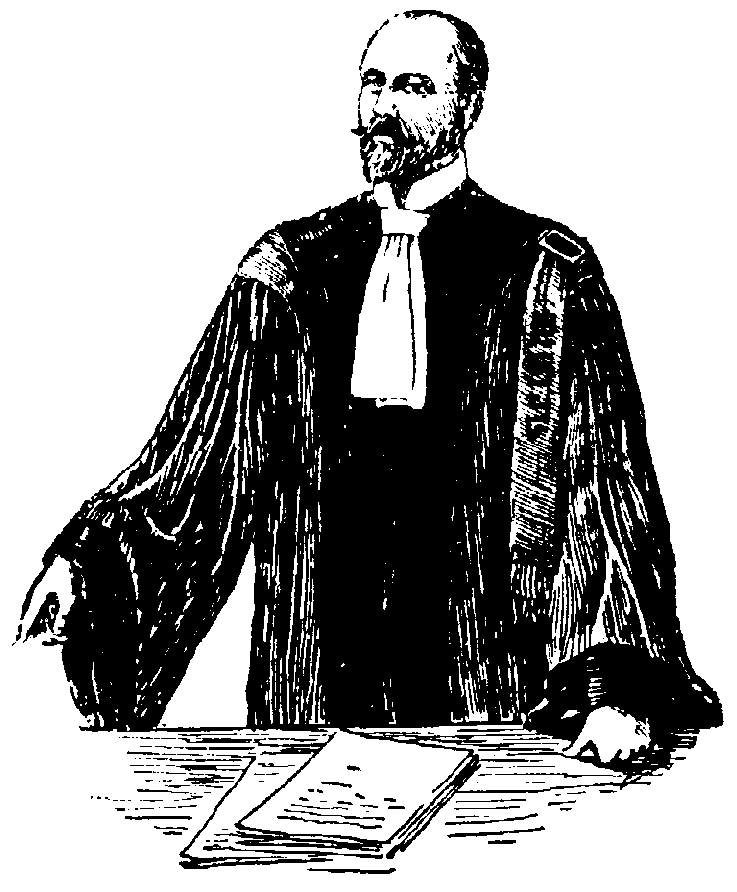
Ilustrație a unui jurist francez în costumul său, din ediția din 1904 a enciclopediei suedeze Nordisk familjebok.

Ilustrație din poemul lui Johan Herman Wessel.

Jurist (latină ius, iura – drept, drepturi) este un termen ce definește o persoană cu studii academice, care a terminat facultatea de științe juridice.

## Origine

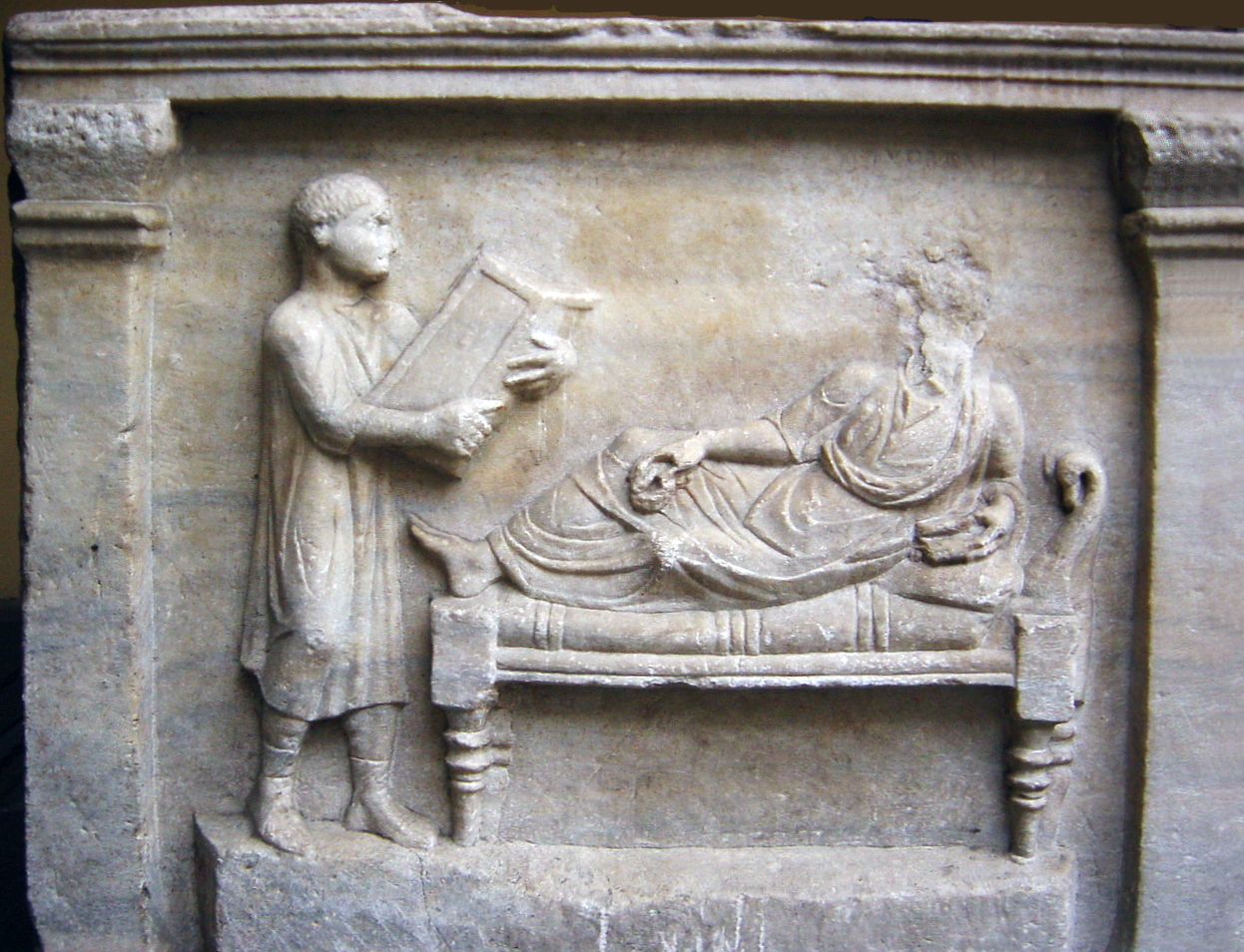
Detaliu din sarcofagul juristului roman Valerius Petronianus (315–320)

Originea acestui termen este atribuită dreptului roman, care, începând cu secolul al IV-lea î.Hr., odată cu publicarea normelor, a generat nevoia de a le interpreta. Cei care se ocupau de această interpretare au fost denumiți jurisprudențiali sau jurisconsulți. Rolul lor era să studieze legea și să ofere consultanță publică, soluționând cazurile care le erau prezentate. Interpretările lor au stat la baza formării jurisprudenței.

## Germania
În Germania, un jurist este o persoană care a finalizat studiile universitare de drept și a promovat cel puțin primul examen juridic. Acest parcurs educațional este structurat în două etape: studiul universitar teoretic și formarea practică supravegheată, denumită Referendariat. Finalizarea ambelor etape reprezintă condiția necesară pentru obținerea calificării pentru funcția de judecător (Befähigung zum Richteramt), care conferă statutul de jurist cu pregătire completă (Volljurist) și permite accesul la profesiile juridice reglementate: avocat, judecător, procuror, notar și funcționar public în administrația superioară.
Studiile universitare durează în mod obișnuit zece semestre și sunt oferite exclusiv de universități. Studenții la drept sunt denumiți stud. iur., iar după promovarea unor etape intermediare pot folosi titulatura cand. iur.. În paralel cu studiile, mulți apelează la cursuri private de meditații (Repetitorien) pentru a face față volumului mare de materie. Admiterea în programul de studii necesită diploma de bacalaureat (Hochschulreife), însă în unele landuri, cum ar fi Brandenburg sau Niedersachsen, este acceptată și diploma de colegiu (Fachhochschulreife), în condiții speciale.
Primul examen juridic combină o componentă de stat (70% din nota finală) și una universitară (30%), susținută într-un domeniu de specializare ales de student. Referendariatul are o durată minimă de 18 luni și constă în stagii succesive în instanțe, administrație publică, cabinete de avocatură și alte instituții juridice. Formarea este coordonată de juriști cu experiență, iar în două landuri (Mecklenburg-Vorpommern și Hessen), referendarii sunt încadrați ca funcționari publici provizorii. Al doilea examen de stat (Zweites Staatsexamen) include probe scrise, o probă orală și un discurs juridic pe bază de dosar (cu excepția Bavariei). Este organizat tot de autoritățile statului și, odată promovat, conferă titulatura de ass. iur. și accesul la profesiile juridice clasice. Evaluarea în ambele examene se face pe o scală de 18 puncte, un sistem notoriu pentru exigența sa. Doar aproximativ 15% dintre candidați obțin note de tipul „foarte satisfăcător” (vollbefriedigend) sau mai bune, prag adesea necesar pentru angajarea în magistratură sau în marile firme internaționale.
În paralel cu formarea clasică, au apărut și programe alternative, precum cele de drept economic, care acordă titluri precum LL.B., LL.M. sau Dipl.-Wirtschaftsjurist. Acestea combină dreptul cu economia și sunt mai orientate către mediul corporativ decât către profesiile reglementate. Totuși, absolvenții acestor programe nu pot oferi consultanță juridică independentă.
În ceea ce privește piața muncii, juristul german poate deveni avocat, judecător, procuror, notar sau funcționar administrativ. De asemenea, mulți activează ca juriști interni (Syndikusanwälte) în companii mari sau dețin funcții de conducere. Juriștii sunt reprezentați semnificativ și în politică: în legislatura a 16-a a Bundestagului, 23,3% dintre deputați proveneau din acest domeniu.
Consultanța juridică în Germania este, în principiu, rezervată avocaților autorizați. Totuși, în anumite condiții, este permisă și consilierea juridică gratuită, cu caracter social, fără licență, conform unor hotărâri ale Curții Constituționale Federale. Reprezentarea în instanță, în cauzele cu obligativitatea avocatului, este permisă exclusiv avocaților sau altor profesioniști autorizați prin lege.

## Alte țări

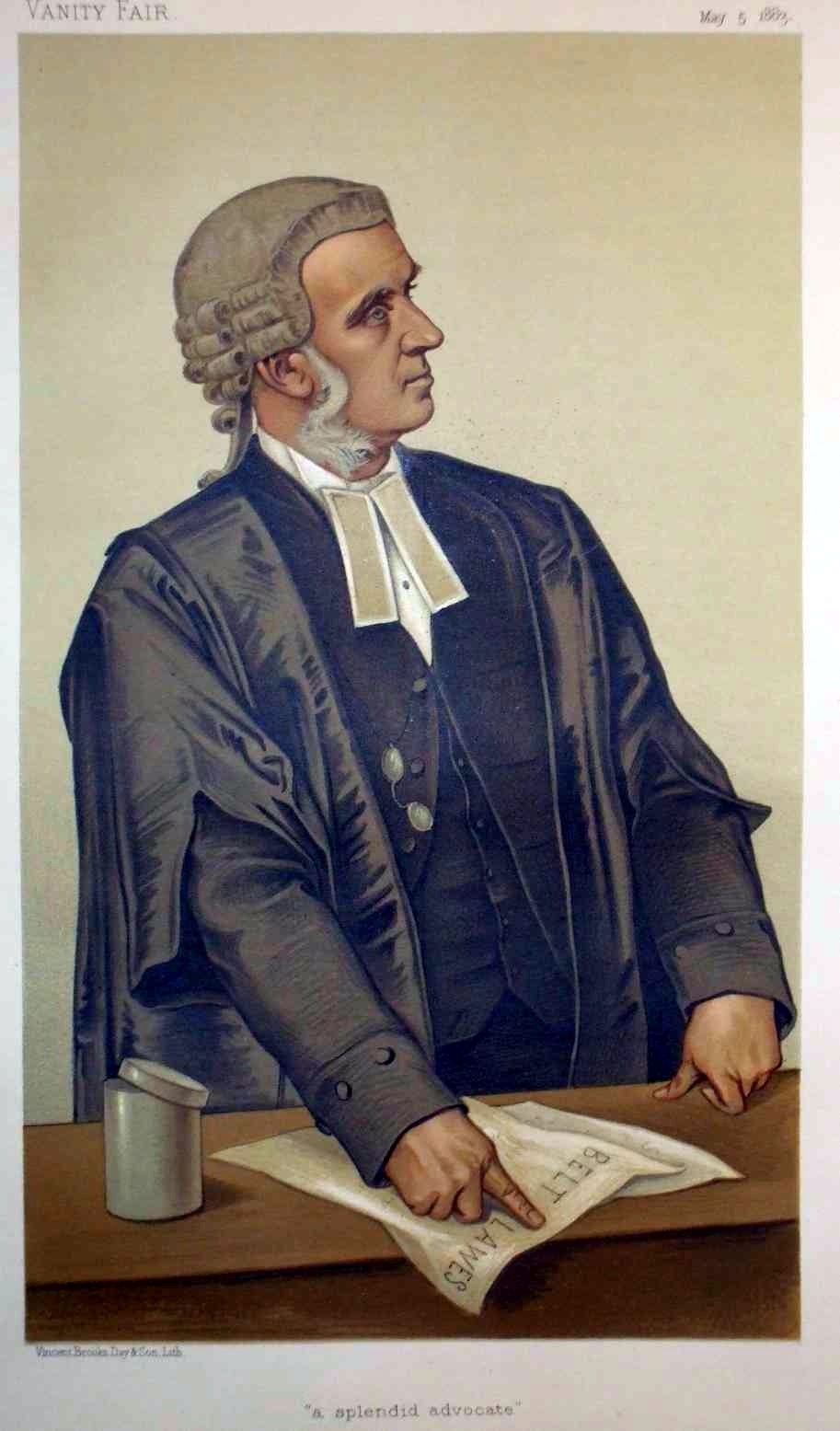
Avocat la locul de muncă. Barrister Charles Russell argumentează în instanță, purtând o perucă și un costum purtat în curțile britanice.

Regatul Unit, la fel ca anumite țări din Commonwealth care fac parte din sistemul de drept comun, are o structurare oarecum diferită a profesiei de jurist/avocat față de sistemele de drept continental: un barrister reprezintă clienții în fața instanței, iar un solicitor oferă asistență juridică în afara instanței, deși această delimitare a rolurilor s-a estompat, iar alte funcții juridice au apărut, precum chartered legal executive.
În Statele Unite, diploma în drept este urmată în mod obișnuit de un examen special (bar exam), care conferă licența profesională pentru exercitarea meseriei de avocat în instanțele din statul în care a fost susținut examenul. După obținerea acestei licențe, juristul poate solicita dreptul de a practica și în instanțele federale. Juriștii care promovează examenul pot utiliza titlul de esquire (prescurtat Esq.), care indică faptul că sunt autorizați să profeseze în domeniul juridic. Fără promovarea examenului nu este permisă furnizarea de servicii juridice, precum reprezentarea în instanță sau oferirea de consultanță juridică persoanelor fizice. De regulă, licența este valabilă doar în statul în care a fost obținută, deși unele state recunosc automat licențele altor state. Participarea unui jurist din alt stat într-un proces este posibilă numai cu invitația unui jurist licențiat local, care să îi garanteze competența profesională.
În Austria, juristul este cel care a obținut un titlu academic (Dr. iur., Mag. iur., LL.B., LL.M.). Pentru a deveni avocat, este necesară o experiență profesională totală de 5 ani (inclusiv anul de practică la tribunal Gerichtsjahr). Examenul de avocat constă în probe scrise de câte 8 ore și un examen oral de 4 ore. Sunt necesare cursuri obligatorii și asigurare de răspundere profesională.
În Elveția, juristul este absolvent al unei facultăți sau școli superioare  (licență MLaw/BLaw sau lic. iur.). După un stagiu (12–18 luni), se susține examenul de avocat. După promovare, se poate profesa în întreaga Elveție. Doar avocații pot reprezenta exclusiv în instanță. Termenul de „jurist” nu este protejat și nici titlu academic.
În Suedia, pentru a deveni avocat este necesară, printre altele, experiență profesională și activitate independentă într-un cabinet juridic sau de avocatură. Din acest motiv, juriștii corporativi suedezi nu pot deveni avocați, spre deosebire de Danemarca, unde un jurist corporativ poate fi admis în Asociația Avocaților din Danemarca cu titlul de virksomhedsadvokat (avocat de companie).
În statele baltice, juristul este absolvent al unei universități, cu diplomă de master sau echivalent.